# 上村従義
上村 従義（かみむら つぐよし/じゅうぎ、1881年〈明治14年〉1月1日 - 1937年〈昭和12年〉3月23日）は、日本の海軍軍人、政治家、華族。最終階級は海軍大佐。貴族院議員、男爵。従三位勲二等。

## 親族
実父は西郷従道元帥でその四男。養父上村彦之丞海軍大将の嗣子となる。岳父は山本権兵衛海軍大将で、その四女「なミ」と結婚。財部彪海軍大将は義兄にあたる。次男で上村男爵家を継いだ上村邦之丞は華族赤化事件で治安維持法違反に問われ検挙された。二女の濱子は櫻井錠二の八男・信雄に嫁いだ。

## 略歴
1902年（明治35年）海軍兵学校卒業（30期）。席次は187名中120番。同期生に百武源吾大将、今村信次郎中将、松山茂中将らがいる。
｢出雲｣乗組みの中尉として日本海海戦に参戦。｢出雲｣は第二艦隊の旗艦で、のちに養父となる上村彦之丞が司令長官として座乗していた。戦後海軍大学校選科学生として東京外国語学校でドイツ語を学び、ドイツに留学している。大尉時代にドイツ皇族ハインリッヒ親王が来日した際は、接伴補助員として八代六郎を補佐した。第一次世界大戦では第1特務艦隊所属の「明石」副長として出征。その後、「筑摩」・「春日」の各副長、軍事参議官副官、「勝力」特務艦長などを務めた。1923年（大正12年）、海軍大佐に昇進し、翌年予備役に編入された。
1916年（大正5年）、養父彦之丞の死去により男爵を襲爵。1926年（大正15年）3月6日、補欠選挙で貴族院男爵議員に選出され、公正会に属し1932年（昭和7年）7月9日まで在任した。

## 挿話
第一次世界大戦では、酷暑のなか夜間警備に従事した際、パーティーを開催中の英国艦隊に探照灯を照射し混乱させた。日本海軍の司令官、艦長も参加しているパーティーである。部下であった高木惣吉によれば上村は長身、巨眼で髭を蓄え、司令官（将官）よりも堂々としていたという。なお酒豪であった。

## 栄典
位階
- 1904年（明治37年）3月18日 - 正八位[9]
- 1907年（明治40年）11月30日 - 正七位[10]
- 1918年（大正7年）5月20日 - 正五位[11]
- 1924年（大正13年）3月24日 - 正四位[12]

勲章等
- 1915年（大正4年）11月7日 - 勲四等瑞宝章・大正三四年従軍記章[13]